# Bernard Monot
Bernard Monot (nascido a 3 de julho de 1962) é um economista e político francês e membro do Parlamento Europeu em representação do Maciço Central-Centro.
Antigo membro da Reagrupamento Nacional (FN), Monot abandonou o partido em maio de 2018 para se juntar ao Levantar a França. Monot citou o apoio da FN à saída da zona euro e a falta de atenção às questões sociais e económicas como razões para abandonar o partido.
Bernard Monot frequentou uma escola superior de gestão e obteve o grau de mestre em economia entre 1982 e 1988; estudou depois na HEC Paris em 1998-1999.